# Planspitze
Planspitze är en bergstopp i Österrike.   Den ligger i distriktet Liezen och förbundslandet Steiermark, i den östra delen av landet, 150 km sydväst om huvudstaden Wien. Toppen på Planspitze är 2 117 meter över havet, eller 27 meter över den omgivande terrängen. Bredden vid basen är 0,06 km.
Terrängen runt Planspitze är huvudsakligen bergig, men åt sydväst är den kuperad. Närmaste större samhälle är Trieben, 14,6 km sydväst om Planspitze. 
I omgivningarna runt Planspitze växer i huvudsak blandskog. Runt Planspitze är det ganska glesbefolkat, med 25 invånare per kvadratkilometer.